# 1818 a tudományban
Az 1818. év a tudományban és a technikában.

## Események
- François Sulpice Beudant francia geológus földtani utazása Magyarországon[1]

## Kémia
- Louis Jacques Thénard francia kémikus felfedezi a hidrogén-peroxidot

## Születések
- január 6. – Hazslinszky Frigyes Ákos magyar botanikus. Életműve úttörő jelentőségű a magyarországi moszatok (algológia), gombák (mikológia), zuzmók (lichenológia) és mohák (briológia) feltárásában, leírásában és növénytani feldolgozásában († 1896)
- április 8. – August Wilhelm von Hofmann német kémikus; a 19. század legjelentősebb német vegyészeinek egyike († 1892)
- június 29. – Pietro Angelo Secchi olasz csillagász, jezsuita szerzetes. Az „asztrofizika atyjának” is nevezik († 1878)
- július 1. – Semmelweis Ignác magyar szülész, nőgyógyász; munkássága után az „anyák megmentője” címmel illetik († 1865)
- augusztus 18. – Hans Hermann Behr német-amerikai botanikus és entomológus († 1904)
- december 24. – James Prescott Joule angol fizikus, róla nevezték el a joule mértékegységet († 1889)
- december 28. – Carl Remigius Fresenius német analitikai kémikus († 1897)

## Halálozások
- július 28. – Gaspard Monge francia matematikus (* 1746)
- augusztus 11. – Ivan Petrovics Kulibin orosz feltaláló  (* 1735)